# Lincoln (Nebraska)
Lincoln is de hoofdstad van de Amerikaanse staat Nebraska en hoofdplaats van Lancaster County. De stad is na Omaha de grootste van de staat en had 225.581 inwoners in 2000.
De stad werd in 1856 gesticht als Lancaster. In die tijd was Omaha de hoofdstad van het territorium Nebraska, maar de bevolking wilde een centraler gelegen hoofdstad. Er werd gekozen voor Lancaster. Op 1 maart 1867, de dag dat Nebraska een staat van de VS werd, werd de naam van de stad veranderd in Lincoln, naar de toen pas vermoorde president Abraham Lincoln.

## Demografie
Van de bevolking is 10,4 % ouder dan 65 jaar en bestaat voor 30,4 % uit eenpersoonshuishoudens. De werkloosheid bedraagt 2,7 % (cijfers volkstelling 2000).
Ongeveer 3,6 % van de bevolking van Lincoln bestaat uit hispanics en latino's, 3,1 % is van Afrikaanse oorsprong en 3,1 % van Aziatische oorsprong.
Het aantal inwoners steeg van 192.722 in 1990 naar 225.581 in 2000.

## Klimaat
In januari is de gemiddelde temperatuur -5,9 °C, in juli is dat 25,7 °C. Jaarlijks valt er gemiddeld 717,8 mm neerslag (gegevens op basis van de meetperiode 1961-1990).

## Plaatsen in de nabije omgeving
De onderstaande figuur toont nabijgelegen plaatsen in een straal van 20 km rond Lincoln.

## Bekende inwoners van Lincoln

### Geboren
- Philip Abbott (1924-1998), acteur en filmregisseur
- Leo Ryan (1925-1978), politicus
- Theodore C. Sorensen (1928-2010), politiek adviseur van zowel John F. Kennedy als Lyndon B. Johnson, advocaat en schrijver
- Charles Starkweather (1938-1959), seriemoordenaar
- Dick Cheney (1941), vicepresident van de Verenigde Staten, minister en ondernemer
- Michael Bishop (1945-2023), sciencefictionschrijver
- Deb Fischer (1951), senator voor Nebraska
- Janine Turner (1962), actrice
- Christopher B. Duncan (1974), acteur
- Hilary Swank (1974), actrice
- Vic Wunderle (1976), boogschutter
- Lindsey Shaw (1989), actrice
- Ashton Lambie (1990), baanwielrenner